# Lubian
Lubian (deutsch Groß Lauben) ist ein Dorf in der polnischen Woiwodschaft Ermland-Masuren. Es gehört zur Gmina Grunwald (Landgemeinde Grünfelde) im Powiat Ostródzki (Kreis Osterode in Ostpreußen).

## Geographische Lage
Lubian liegt am Ostufer des Laubener Sees (polnisch Jezioro Lubiańskie, auch Jezioro Lubień oder Jezioro Lubian) im südlichen Westen der Woiwodschaft Ermland-Masuren, 29 Kilometer südöstlich der Kreisstadt Ostróda (deutsch Osterode in Ostpreußen).

## Geschichte
Das einstige Lawban (nach 1437 Lauben, nach 1785 Groß Lauben) wurde 1414 erstmals erwähnt. Es bestand aus einem Vorwerk und ein paar Gehöften. Eingegliedert war das Dorf ab 1874 als Landgemeinde und auch als Gutsbezirk in den Amtsbezirk Seewalde (polnisch Zybułtowo) im Kreis Osterode in Ostpreußen. Am 15. August 1908 wurde der Gutsbezirk Groß Lauben aus dem Amtsbezirk Seewalde in den Amtsbezirk Seythen (polnisch Sitno) umgegliedert und zwei Jahre später dort in die Landgemeinde Thymau (polnisch Tymawa) eingegliedert.
Im Jahre 1910 zählte die Landgemeinde Groß Lauben 34 Einwohner, 1933 waren es 63 und 1930 noch 55.
Groß Lauben fiel 1945 in Kriegsfolge mit dem gesamten südlichen Ostpreußen an Polen. Der Ort erhielt die polnische Namensform „Lubian“ und ist heute eine Ortschaft innerhalb der Gmina Grunwald (Landgemeinde Grünfelde) im Powiat Ostródzki (Kreis Osterode in Ostpreußen), bis 1998 der Woiwodschaft Olsztyn, seither der Woiwodschaft Ermland-Masuren zugehörig.

## Kirche
Bis 1945 war Groß Lauben in die evangelische Kirche Mühlen (Ostpreußen) (polnisch Mielno) in der Kirchenprovinz Ostpreußen der Kirche der Altpreußischen Union, außerdem in die römisch-katholische Kirche Thurau (polnisch Turowo) im Bistum Ermland eingepfarrt. Heute gehört Lubian zur evangelischen Kirche Olsztynek (Hohenstein ) in der Pfarrei Olsztyn (Allenstein) in der Diözese Masuren der Evangelisch-Augsburgischen Kirche in Polen, und außerdem zur römisch-katholischen St.-Johannes-der-Täufer-Kirche in Mielno (Mühlen ) im Erzbistum Ermland.

## Verkehr
Lubian liegt an einer Nebenstraße, die von Zybułtowo (Seewalde) an der Woiwodschaftsstraße 537 bis in die Kreisstadt Działdowo (Soldau) führt. Ein Bahnanschluss existiert nicht.